# Ramón Sampedro

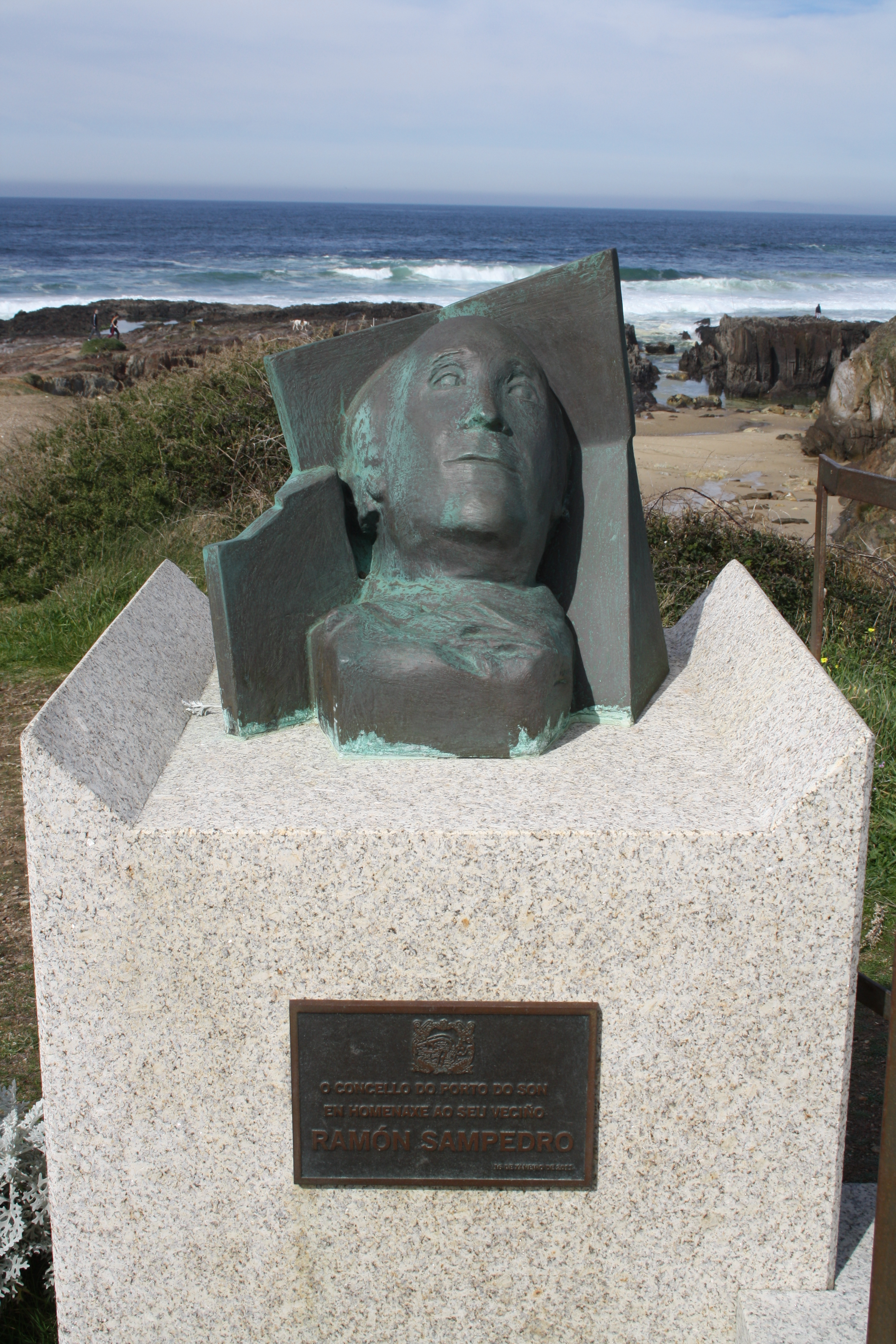
Gedenkstelle für Ramón Sampedro

Ramón Sampedro (* 5. Januar 1943 in Porto do Son, Provinz A Coruña; † 12. Januar 1998 in Boiro) war ein spanischer Seemann, der im August 1968 von einer Klippe aus ins Meer sprang und durch die Verletzungen infolge des Aufpralls im seichten Wasser vom Hals abwärts gelähmt war (siehe auch: Tetraplegie). Bekannt wurde Sampedro durch seinen jahrelangen Kampf um das Recht auf aktive Sterbehilfe, in welchem er allerdings 1993 eine juristische Niederlage hinnehmen musste.
Er starb mit der Hilfe einer Freundin, Ramona Maneiro, die ihm den Suizid durch die Bereitstellung eines Glases Zyankali-Wasserlösung, das Sampedro mit einem Strohhalm austrank, ermöglichte. Dies galt zum Zeitpunkt der Tat als Beihilfe zum Suizid und war strafbar. Erst nach Ablauf der Verjährungsfrist gestand sie im Januar 2005 ihre Tat. Sampedros Todeskampf, der 20 Minuten lang dauerte, wurde auf Video aufgezeichnet. Kurz vor seinem Tod veröffentlichte Sampedro 1996 den  Gedichtband Cartas desde el infierno (deutsch Briefe aus der Hölle), den er zum Teil selbst mit dem Mund aufgeschrieben und zum Teil diktiert hatte.

## Film
Sein Leben wurde in dem preisgekrönten Film Das Meer in mir von Alejandro Amenábar verfilmt. Der Film erhielt 2005 den Oscar in der Kategorie „Bester nicht englischsprachiger Film“.

## Werke
- Cartas desde el infierno, Planeta, Madrid, 1996 (und Neuauflagen), ISBN 84-08-05632-8.
- über Sampedro: Florencio Martínez Aguinagalde, Confieso mi cobardia: alegato intimo en favor de Ramón Sampedro, Elea, Bilbao, 2005, ISBN 84-933988-5-3.

| Personendaten    | Personendaten                                            |
| ---------------- | -------------------------------------------------------- |
| NAME             | Sampedro, Ramón                                          |
| KURZBESCHREIBUNG | spanischer Tetraplegiker und Befürworter der Sterbehilfe |
| GEBURTSDATUM     | 5. Januar 1943                                           |
| GEBURTSORT       | Porto do Son                                             |
| STERBEDATUM      | 12. Januar 1998                                          |
| STERBEORT        | Boiro                                                    |